# Aganoptila durata
Aganoptila durata är en fjärilsart som beskrevs av Edward Meyrick 1922. Aganoptila durata ingår i släktet Aganoptila och familjen fransmalar. Inga underarter finns listade i Catalogue of Life.